# BRM P201
La BRM P201 è una vettura di Formula 1 costruita dalla British Racing Motors e disegnata da Mike Pilbeam, che corse nella stagione 1974 e 1975 e la sua evoluzione, la P201B che corse nella stagione 1976 e 1977. Usa un motore V12 da 3 litri e fece 26 corse su 36 partecipazioni totali. Il suo miglior risultato fu il secondo posto di Jean-Pierre Beltoise al Gran Premio del Sudafrica 1974.

## Storia

### 1974
La macchina fece il suo debutto al Gran Premio del Sudafrica 1974, guidata da Jean-Pierre Beltoise che si qualificò in undicesima posizione. Il Gran Premio si concluse col secondo posto del francese.  Al successivo Gran Premio, in Spagna, Beltoise si qualificò ancora undicesimo ma si ritirò dopo 2 giri per un problema al motore.
Questi problemi afflissero la vettura nella seconda parte della stagione, ottenendo come miglior risultato un nono posto al Gran Premio degli Stati Uniti con Chris Amon che aveva sostituito Henri Pescarolo negli ultimi gran premi stagionali .Alla fine della stagione j.P. Beltoise si ritirò dalla F1 e Pescarolo lasciò il team BRM-gestione Owens che si ritirò dalle competizioni e venne messo in liquidazione.

### 1975
Lous Stanley, ex team manager della BRM acquistò le autovetture ribattezzandole Stanley-BRM. La vettura P 201 fu affidata all'inglese Mike Wilds ma gli scarsi risultati ottenuti nei primi due gran premi stagionali fecero licenziare Wilds che fu sostituito dall'inglese Bob Evans che comunque non ottenne risultati positivi, dando come miglior risultato il 9º posto nel GP del Belgio e il 6º posto nella Race of Champions (non valevole però per il Campionato Mondiale di F.1).

### 1976-1977
L'evoluzione del modello, la P201B fece il suo debutto al Gran Premio del Brasile 1976 con Ian Ashley alla guida, il quale partì con il ventunesimo tempo in prova ma si ritirò al secondo giro per rottura della pompa dell'olio. Questa fu l'unica apparizione del team in quell'anno a causa dei pochi soldi e le scarse prestazioni, ottenute negli ultimi due anni col modello precedente.
L'ultima apparizione assoluta del modello P 201 (versione C)  fu l'anno seguente, in Sudafrica, con Larry Perkins, dove aveva debuttato tre anni prima. La vettura venne utilizzata in temporanea sostituzione della ancora inaffidabile P207 che aveva debuttato nel precedente GP del Brasile.

## Risultati
| Anno | Team           | Motore       | Gomme | Piloti    |  |  |   |     |   |     |     |     |     |     |     |     |     |    |    |  |  | Punti | Pos. |
| ---- | -------------- | ------------ | ----- | --------- |  |  | - | --- | - | --- | --- | --- | --- | --- | --- | --- | --- | -- | -- |  |  | ----- | ---- |
| 1974 | Motul Team BRM | BRM P200 V12 | F     | Beltoise  |  |  | 2 | Rit | 5 | Rit | Rit | Rit | 10  | 12  | Rit | Rit | Rit | NC | NQ |  |  | 10    | 7º   |
| 1974 | Motul Team BRM | BRM P200 V12 | F     | Pescarolo |  |  |   |     |   |     | Rit | SP  | Rit | Rit | 10  |     | Rit |    |    |  |  | 10    | 7º   |
| 1974 | Motul Team BRM | BRM P200 V12 | F     | Migault   |  |  |   |     |   |     |     | Rit |     |     |     |     | Rit |    |    |  |  | 10    | 7º   |
| 1974 | Motul Team BRM | BRM P200 V12 | F     | Amon      |  |  |   |     |   |     |     |     |     |     |     |     |     | NC | 9  |  |  | 10    | 7º   |

| Anno | Team        | Motore       | Gomme | Piloti |     |     |    |     |    |   |    |     |    |  |  |     |     |  |  |  |  | Punti | Pos. |
| ---- | ----------- | ------------ | ----- | ------ | --- | --- | -- | --- | -- | - | -- | --- | -- |  |  | --- | --- |  |  |  |  | ----- | ---- |
| 1975 | Stanley BRM | BRM P200 V12 | G     | Wilds  | Rit | Rit |    |     |    |   |    |     |    |  |  |     |     |  |  |  |  | 0     |      |
| 1975 | Stanley BRM | BRM P200 V12 | G     | Evans  |     |     | 15 | Rit | NQ | 9 | 13 | Rit | 17 |  |  | Rit | Rit |  |  |  |  | 0     |      |

| Anno | Team        | Motore       | Gomme | Piloti |     |  |  |  |  |  |  |  |  |  |  |  |  |  |  |  |  | Punti | Pos. |
| ---- | ----------- | ------------ | ----- | ------ | --- |  |  |  |  |  |  |  |  |  |  |  |  |  |  |  |  | ----- | ---- |
| 1976 | Stanley BRM | BRM P200 V12 | G     | Ashley | Rit |  |  |  |  |  |  |  |  |  |  |  |  |  |  |  |  | 0     |      |

| Anno | Team                       | Motore       | Gomme | Piloti  |  |  |    |  |  |  |  |  |  |  |  |  |  |  |  |  |  | Punti | Pos. |
| ---- | -------------------------- | ------------ | ----- | ------- |  |  | -- |  |  |  |  |  |  |  |  |  |  |  |  |  |  | ----- | ---- |
| 1977 | Rotary Watches Stanley BRM | BRM P200 V12 | G     | Perkins |  |  | 15 |  |  |  |  |  |  |  |  |  |  |  |  |  |  | 0     |      |

| Legenda | 1º posto     | 2º posto | 3º posto    | A punti         | Senza punti/Non class.  | Grassetto – Pole position Corsivo – Giro più veloce |
| Legenda | Squalificato | Ritirato | Non partito | Non qualificato | Solo prove/Terzo pilota | Grassetto – Pole position Corsivo – Giro più veloce |